# ぱすてるぽっぷ♪
『ぱすてるぽっぷ♪』は、1996年に風雅システムよりWindows向けに発表された通り抜け型パズルゲーム。1998年に、ストーリーモードを省いた『ぱすてるぽっぷ♪らいと』がコンビニ発売された。

## 概要
風雅システムよりWindows向けに発表された通り抜け型パズルゲームである。鳥瞰図で表現された固定画面で、知恵の女神アテナを操作し、画面上に設けられたスタート地点からエンド地点に到達すれば面クリアとなる。時間制限やアクション要素はなく、じっくり考えて解くタイプのゲームである。面クリアには、主人公の歩数に制限がある。ゴールに到達するまでの歩数も問われることになる。

## ゲーム内容
知恵の女神アテナは、誕生パーティの後、最上位の女神イーリスに呼ばれる。修行のために、地上にある「知の迷路」を魔法を使わずに通り抜けてくるようにと命じられる。
知の迷路は、面（ステージと呼ばれる）ごとにスタート地点とエンド地点が設けられており、スタート地点からエンド地点まで到達すれば面クリアとなる。
迷路の途中には、4種類の色（赤、青、黄、緑）のボールが障害物として設けられている。主人公は、通路に点在する宝石を取ることで、宝石と同色のボールを押して移動することが可能となる。但し、ボールの移動先が空いている場合に限られる。ボールを押す方向に別のボールが連なっている場合は、それらのボールをまとめて一度に押すことも可能である。この場合も列の先頭のボールの移動先が空いている場合に限られる。連なるボールの色は、宝石の色と別でも構わない。あくまで主人公が接触するボールの色が宝石と一致していれば、押すことは可能である。ある色の宝石を取った場合、その色のボールを押すことが可能な効果時間は次の宝石を取るまでである。次の宝石を取ると、前の色のボールを押すことができるという効果は失われ、新たに取った宝石と同色のボールだけを押すことが可能となる。このようにして、障害物のボールを押し退けてゴールまでの通路を作り、ゴールに到達するというのがゲームの基本内容である。
宝石には、ボールと同じ4種類の色に加えてカラフルに光る宝石（ミックスジュエル）がある。この宝石に触れると、それ以降はじめに触れたボールと同じの色のボールを押すことが可能となる。
迷路の途中には、地面に穴が空いている個所がある。このままでは主人公はこの場所を通ることができない。ボールを穴の空いた場所に押して移動させると、ボールは穴に落ち、穴を埋めることになる。この状態になると、主人公はその場所を通ることができるようになる。通路の多くに穴があいており、如何に穴埋めするかが勝負といった構成の面も存在する。
ワープゾーンが設けられている場合がある。ワープゾーンは2つで対となっており、自由に行き来可能である。
どれだけの歩数でゴールに到達できるか、各面に歩数制限が設けられており、その歩数以内でエンド地点に到達しないとクリアとはみなされない。また、最小歩数でクリアすると真のクリアとして扱われる。

### 操作方法
基本操作は上下左右キーのみである。補助機能として、1手戻す（歩数も戻る）、リトライ（面の最初から再度プレイ）、ギブアップ（タイトルに戻る）がある。

## シリーズ作品
シリーズ第1作である。ストーリーモード50面、セレクトモード50面。
シリーズ第2作である。第1作のストーリーモードを廃し、セレクトモードに新ステージを追加して80面。

## 登場キャラクター
アテナ
知恵の女神。12回目のバースデーパーティで女神イーリスに呼ばれて知の迷路に向かうとの公式情報から、見た目よりお姉さんっぽいが12歳である。